# فردریک گروز
فردریک گروز (انگلیسی: Frederick Groves؛ ۱۳ ژانویهٔ ۱۸۹۱ – ۱۹۶۵) فوتبالیست اهل بریتانیا بود.
از باشگاه‌هایی که در آن بازی کرده‌است می‌توان به باشگاه فوتبال آرسنال و باشگاه فوتبال چارلتون اتلتیک اشاره کرد.